# Gert Wunderlich (Typograf)
Gert Wunderlich (* 18. November 1933 in Leipzig; † 15. August 2023) war ein deutscher Buchgestalter, Schrift-, Plakatentwerfer und Typograf. Er war einer der bedeutenden Grafik-Designer des deutschsprachigen Raumes. Für sein Werk erhielt er zahlreiche Preise und Auszeichnungen.

## Leben und Werk
Gert Wunderlich erlernte in den Deutschen Grafischen Werkstätten Leipzig den Beruf des Schriftsetzers und absolvierte von 1953 bis 1958 ein Studium an der Hochschule für Grafik und Buchkunst Leipzig (HGB) bei Irmgard Horlbeck-Kappler, Wolfgang Mattheuer und Elisabeth Altmann im Grundstudium sowie bei Albert Kapr, Oskar Zech und Otto Erler im Fachstudium. Er schloss das Studium mit dem Diplom ab.

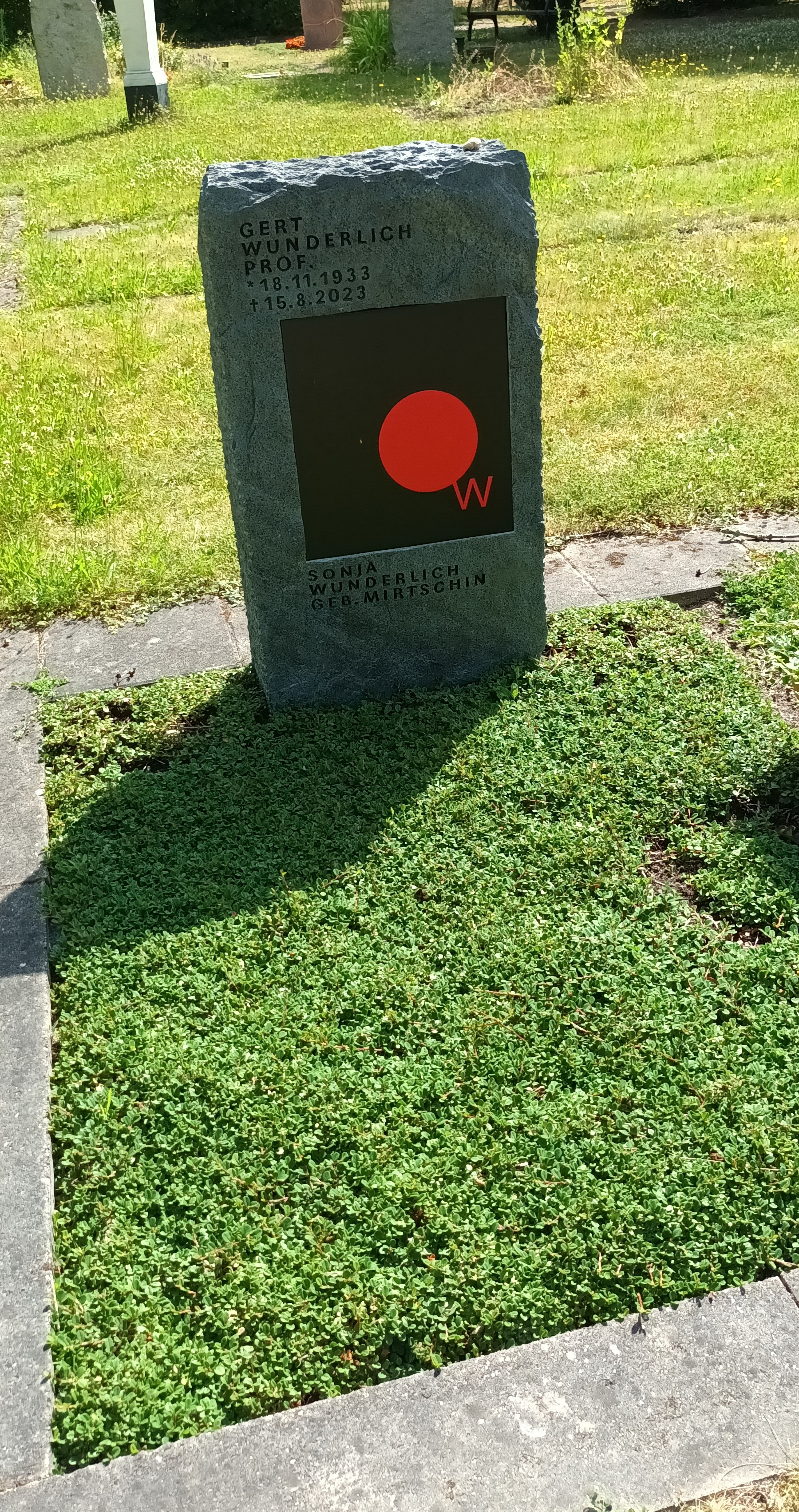
Grabstätte Gert Wunderlich

Von 1958 bis 1960 arbeitete er als Buchgestalter in der Druckerei Fortschritt Erfurt. Er war von 1959 bis 1990 Mitglied im Verband Bildender Künstler der DDR (VBKD). 1964 wurde er Sekretär der Internationalen Buchkunst-Ausstellung (IBA) Leipzig 1965. Das von ihm entworfene Ausstellungsplakat mit dem einprägsamen Zeichen machte ihn international bekannt. 1966 bekam er eine Aspirantur an der HGB bei Kapr, wurde 1967 Assistent und 1968 Oberassistent. 1971 erfolgte die Berufung zum Dozenten an die HGB. Im selben Jahr nahm ihn der Bund Deutscher Buchkünstler, Offenbach/Main als Mitglied auf.
Zum Professor mit künstlerischer Lehrtätigkeit wurde Wunderlich 1979 berufen, und fortan leitete er bis 1994 die Abteilung Buchgestaltung/Gebrauchsgrafik. 1982 wurde er Vorsitzender des ICOGRADA-Komitees der DDR. 1988 lehrte Wunderlich als Gastdozent an der Academy of Art & Design Beijing (Volksrepublik China). 
Wunderlich hatte in der Zeit der DDR im In- und Ausland eine außerordentlich große Zahl von Einzelausstellungen und Ausstellungsbeteiligungen.
1991 bis 1999 oblag ihm die Ausbildung von Meisterschülern. 1992 erfolgte die Berufung zum Professor »Neuen Rechts« an die HGB. Bis 1999 war er zudem Leiter der Fachklasse für Typografie/Buchgestaltung/Plakat an der HGB.
Nach der Emeritierung in Leipzig 1999 übernahm Wunderlich erneut eine Gastdozentur an der Academy of Art & Design Beijing, die Vorträge an der Xiamen-Universität und an der Kunsthochschule in Suzhou einschloss. Als anerkannter Grafiker und Typograf war er häufig als Juror bei nationalen und internationalen Buch-, Plakat- und Grafik-Design-Wettbewerben gefragt. Ab 1986 leitete er in der Nachfolge von Kapr die Jury des Wettbewerbs Schönste Bücher der DDR. Er gehörte auch zur Jury von  »Schönste Bücher aus aller Welt«, der IBA, der Plakat-Biennale in Warschau, der Biennale des Graphic-Design Brno, des Plakatwettbewerbs »Auschwitz warnt«, der Biennale des Plakates in Lahti oder des Wettbewerbs um die »Besten Plakate des Jahres«. Dem Kuratorium zur Verleihung des Gutenberg-Preises der Städte Leipzig und Mainz gehörte er von 1992 bis 2011 an.
Wunderlich zählt zu jenen Typografen, die nach dem Zweiten Weltkrieg eine klassische Ausbildung an der HGB Leipzig erhielten. Bereits in den fünfziger Jahren sind Einflüsse des Expressionismus und des Bauhauses zu erkennen, die zu einer zeitgemäßen Auffassung führten, ohne vertraute Traditionen zu verlassen oder gänzlich mit ihnen zu brechen. Wunderlich ist Vertreter der »Leipziger Schule« auf dem Gebiet der Typografie, deren Auffassung darin bestand, neben Bewährtem Neues zu begründen. Sein Credo lautete: Die typografische Form sollte dem Inhalt adäquat sein, jedoch sind Formen zu wählen, die Texte nachhaltig erlebbar machen, ohne die Lesbarkeit zu vernachlässigen. Der Leser als Adressat hat ein elementares Recht auf ein typografisches Ordnungsprinzip, das ihm ein Erfassen von Texten erleichtert.
Gert Wunderlichs Grabstätte befindet sich auf dem Leipziger Südfriedhof, II. Abteilung. Der Nachlass ist im Deutschen Buch- und Schriftmuseum in Leipzig zugänglich.

## Schriftentwurf
Bereits 1958 entwarf Wunderlich die »Antiqua 58«, die als Probegrad vom VEB Typoart Dresden gefertigt wurde. Ab 1957 entstanden weitere Akzidenzschriftentwürfe, u. a. die »Egeria-Grotesk« (1962), die als Vorstufe für die Maxima gilt. 1963/64 wurde der Entwurf der linearen Antiqua Maxima manuell gezeichnet und zunächst für den Bleisatz produziert. Sie gehörte in den 1980er Jahren zu den meistgenutzten Groteskschriften in der DDR und war als große Schriftfamilie unter den Kriterien Lesbarkeit, Formschönheit und Ausdruckskraft konzipiert. Zum Sortiment gehören auch kyrillische und griechische Schriftzeichen mit entsprechenden Sonderzeichen und Akzente für mehr als 20 Sprachen. Außerdem enthält die Maxima generell erstmals Mediävalziffern und Kapitälchen. Die Schrift fand Anwendung in allen Buchgenres, in Telefonbüchern und im Bereich des Grafik-Design, u. a. im Nahverkehr in Berlin (U-Bahn, S-Bahn, Straßenbahn).
Wenige Jahre nach der Privatisierung des VEB Typoart Dresden wurde Mitte der 1990er Jahre die Tätigkeit eingestellt. Erst 2006 widmete sich die Hamburger Firma Elsner + Flake einer Überarbeitung (Redesign) im OpenType-Pro-Format. Die Schrift erhielt den Namen »Maxima Now« und ist vorerst in 25 lateinischen Schnitten verfügbar – mit Mediävalziffern und Kapitälchen in 6 Versionen. Sie ist mit Sonderzeichen und Akzenten für 79 Sprachräume einsetzbar.

## Buchgestaltung
Mit dem abgeschlossenen Hochschulstudium trat Gert Wunderlich als Buchgestalter in Erscheinung. Erste Schritte unternahm er in der Druckerei Fortschritt Erfurt mit der Gestaltung von Bild-Textbänden über die Gedenkstätten der NS-Konzentrationslager Buchenwald, Sachsenhausen und Ravensbrück sowie Kunst- und Bildbänden. »Er hat das (Buch) immer als einen einheitlichen, in sich stimmigen Gesamtorganismus begriffen. Ausgehend von einem achtungsvollen Verhältnis gegenüber Literatur beziehungsweise gegenüber dem spezifischen Inhalt des jeweiligen Buches, setzt er die einzelnen Elemente in ein spannungsreiches, aber stets ausgewogenes Verhältnis zueinander. Vielleicht repräsentiert er, neben seinen beiden älteren Mitstreitern Albert Kapr und Walter Schiller, eine letzte große geschlossene Leistung der Buchkunsttradition, die sich in Leipzig erneut seit Mitte der fünfziger Jahre herausbildete und in der Abgeschlossenheit der DDR reifte, auch bei großen materiellen Schwierigkeiten und tangiert von kulturpolitischen Auseinandersetzungen.«
Die bedeutenden Traditionen der Buchgestaltung der Vergangenheit, die avantgardistischen Leistungen der ersten Hälfte des 20. Jahrhunderts und die spannungsvollen Entwürfe seiner Lehrer und Kollegen an der HGB regten sein buchkünstlerisches Schaffen an. Nicht nur separate Einband- oder Buchumschlaggestaltungen, sondern die ganzheitliche Buchgestaltung als schöpferische Aufgabe war das eigentliche Anliegen, gekennzeichnet von eigenwilligen Interpretationen des vorgegebenen Stoffes. Verlage wie der Kongreß Verlag Berlin, Verlag der Kunst Dresden, E.A. Seemann Leipzig, F.A. Brockhaus Leipzig, Deutscher Verlag für Musik Leipzig, Domowina-Verlag Bautzen, Edition Leipzig, Reclam-Verlag Leipzig gehörten bis 1990 zu den wichtigsten Auftraggebern für aufwändig gestaltete Bild- und Textbände.
Bedeutsam für Wunderlich war die Zusammenarbeit mit Illustratoren und Grafikern mit dem Ziel, Texte und Grafik unterschiedlichster Inhalte und grafischer Techniken im bibliophilen Buch zu vereinen. Das gelang mit außergewöhnlichen Formaten, wertvollen Papieren und Kombinationen derselben unter Berücksichtigung spezieller Handschriften der Künstler Karl-Georg Hirsch, Baldwin Zettl, Jiří Šalamoun, Willi Sitte, Eckhard Froeschlin, Josef Hegenbarth, Hans Fronius, Winfried Wolk, Hans Ticha, Egbert Herfurth, Rolf Münzner, Achim Freyer, Inge Jastram, Wolfgang Henne, Johannes Vennekamp, Volker Pfüller, Hartwig Ebersbach, Rolf Kuhrt, Hans Meid u. a. Verlage wie Faber & Faber Leipzig, Büchergilde Gutenberg Frankfurt/Main, Edition Curt Visel Memmingen, Herausgeber und Pressen wie die burgart-presse Jens Henkel Rudolstadt und der Leipziger Bibliophilen-Abend sehen in Gert Wunderlich einen herausragenden und einfühlsamen Gestalter für komplizierte Textstrukturen, auch für differenziert zu behandelnde Grafik und deren Zusammenspiel im Buch. Einen breiten Raum nehmen Künstlermonografien ein, für die Gert Wunderlich eine adäquate Präsentation schuf. Die bibliophilen Ausgaben mit oft vom originalen Druckstock vervielfältigten Illustrationen renommierter Grafiker sind besonders hervorzuheben.

## Plakat
Ein unverzichtbares Betätigungsfeld sieht Gert Wunderlich im Plakat. Hier ist das Spektrum der Themen ebenso vielseitig wie sein typografischer Einfallsreichtum. Der Umgang mit Schrift als Plakattitel oder Begleitinformation ist geprägt vom sicheren Umgang mit den Typen selbst, der Kenntnis ihrer Entstehung und der Eigenart ihrer Charaktere. »Gleichermaßen lakonisch setzt Gert Wunderlich die kyrillischen Zeichen im Plakat ‚Grafik-Design‘ einer Ausstellung seines Fachbereichs in Moskau. Rote Schnipsel auf Knallgelb konterkarieren die schwarzen Jirij-Ju-Ja’s des Kyrillischen und sind doch zugleich selbst Rhythmus im Sinne von Schrift. Kein Wunder, dass die Neue Sammlung in München das Plakat gleich nach der Wende eingesammelt hat.«
Das zu behandelnde Thema ist die Vorgabe für die Wahl der Typen, die virtuos auf der Plakatfläche zu einem harmonischen Ganzen gefügt werden – seien es Antiqua, Fraktur oder serifenlose Typen. »Es gibt eine ganze Serie von beispielhaften Plakaten zu Galerie-Ausstellungen in der HGB, die Gert Wunderlich über viele Jahre gestaltet hat. Hier zeigt er feines Einfühlungsvermögen, um für den jeweiligen Künstler eine adäquate gestalterische Lösung zu finden, sowie äußerste Sensibilität bei der Schrift-Bild-Kombination.« Neben zahlreichen Auftragsarbeiten zu Theater, Ausstellungen, Jubiläen und Veranstaltungen nehmen seit den 1970er Jahren gesellschaftlich relevante Themen immer mehr Raum ein. Mit der von ihm gegründeten Edition »affiche directe« reagiert Gert Wunderlich auf gesellschaftliche Prozesse, soziale Ungerechtigkeiten, politische Ereignisse über den nationalen Rahmen hinaus. Das Plakatschaffen erweist sich von jeher als anregender Faktor für die Arbeit auf dem Sektor der Buchgestaltung. Wunderlich erhielt seit 1957 mehr als 100 Auszeichnungen für »Schönste Bücher der DDR« und »Schönste Buchumschläge« und seit 1966 mehr als 30 »Beste Plakate«. Er entwickelte zahlreiche Signete und CI: IBA 1959 und 1971, Schönste Bücher aus aller Welt, Leipziger Theater, Hochschule für Musik und Theater »Felix Mendelssohn Bartholdy« Leipzig, HGB Leipzig 1988 und 1991.
Gert Wunderlich war mit der Gebrauchsgrafikerin Sonja Wunderlich (* 1935) verheiratet, mit der er gemeinsam Werke gestaltete.

## Beispiele für Werke

### Schriftgestaltung
- Akzidenzschrift. 1957/1958. Entwurf.
- Antiqua 58. 1958. Probegrad im Bleisatz 28p. 1963, Typoart Dresden. Akzente für Polnisch. Entwurf. (Der Probegrad wurde nach 1999 im Institut für Buchkunst Leipzig entsorgt.)
- Antiqua 58, kursiv. 1958. Entwurf.
- Buchkunst, Versalalphabet. 1958. Entwurf.
- Chamois. 1958/1962. Entwurf einer Akzidenzschrift.
- Linear-Antiqua. 1961/1962. Entwurf/Proben im Bleisatz.
- Egeria-Grotesk. 1962. Entwurf einer Linear-Antiqua.

Elektronische Schriftherstellung durch Typoart Dresden:
- Lector, mager. Bleisatzprobe mit kursiv, 1963. Fotosatz 1989. Mitarbeit Fritz Richter. (Die Fertigung wurde durch Privatisieren von Typoart Dresden 1990 eingestellt.)2016 erfolgte die Ergänzung von Kursiv, Fett, Schmalfett in Zusammenarbeit mit Reymund Schröder.
- Maxima, mager. 1963/1964. Bleisatz, 6–48 p. 1969. Fotosatz 1981.
- Maxima, mager kursiv. 1963/1964. Bleisatz, 6–48 p. 1966. Fotosatz, 1987.
- Maxima, halbfett. 1963/1964. Bleisatz, 6–48 p. 1966. Fotosatz 1981.
- Maxima-Kyrillisch, mager. 1964. Bleisatz, 1973. Fotosatz, 1982. Mitarbeit Hans-Peter Greinke.
- Maxima-Kyrillisch, mager kursiv. 1964. Bleisatzprobe, 1973. Fotosatz 1982.
- Maxima-Kyrillisch, halbfett. 1964. Bleisatzprobe, 1973. Fotosatz, 1982.
- Maxima-Kyrillisch, halbfett kursiv. 1964. Fotosatz, 1983.
- Maxima, zart. Lateinisches Figurenverzeichnis für alle Versionen dieser Schriftfamilie (Majuskeln, Minuskeln, Ligaturen, Punkturen, Majuskel- und Minuskelziffern, Bruchziffern, Zeichen) 1979/1981.
- Maxima-Kapitälchen, zart. 1979/1986
- Maxima, schmal halbfett. 1979/1982.
- Maxima, schmal fett. 1979/1983.
- Maxima, fett. 1979/1981.
- Maxima, schmal mager. 1979/1985.
- Maxima, extra fett. 1979/1987.
- Maxima-Kyrillisch, Sonderfiguren mager. 1982. Ergänzungen in mager kursiv, halbfett, halbfett kursiv.
- Maxima-Kyrillisch, halbfett, mit Sonderfiguren. Entwurf 1982.
- Maxima-Griechisch, mager. 1983/1985. Mitarbeit Fritz Richter.
- Maxima-Griechisch, kursiv. 1983/1985. Mitarbeit Fritz Richter.
- Maxima-Griechisch, halbfett. 1983/1985. Mitarbeit Fritz Richter.
- Maxima, licht schattiert. 1984. Mitarbeit Fritz Richter.
- Maxima-Griechisch, halbfett kursiv. 1985. Mitarbeit Fritz Richter.
- Maxima-Kapitälchen, mager. 1964/1986.
- Maxima Schulbuch-Version. 80er Jahre.
- Maxima-Egyptienne. Probewort. 1988.
- Maxima, halbfett kursiv. 1988.
- Maxima-Vietnamesisch, mager. 1988.
- Maxima, zart kursiv. 1990.

Anmerkung: Die gesamte Maxima-Schriftfamilie, incl. Kyrillisch und Griechisch, des schriftherstellenden Betriebes Typoart Dresden/Leipzig wird seit 2012 unter der Bezeichnung »Avus pro« (My Fonts) angeboten. Neben dem Namen des Designers, also Urhebers Gert Wunderlich ist fälschlicherweise eine weitere Person als »Designer« genannt, die mit diesem Schriftentwurf in der etwa 25-jährigen Entwicklungszeit nichts gemein hat. Von einem »Redesign« der »Typoart-Maxima« durch Dritte ist keinesfalls auszugehen.
- Maxima Now. 2006–2009. Redesign durch Elsner+Flake, Hamburg. 31 Versionen: Darunter Kapitälchen in sechs Versionen, alle 31 Versionen mit zusätzlichen Mediävalziffern.

### Buchgestaltung
- Kurt Schifner: Otto Pankok. VEB Verlag der Kunst, Dresden 1963.
- Raquel Tibol: David Alfaro Siqueiros. VEB Verlag der Kunst, Dresden 1966.
- Antonio Rodriguez (d. i. Antonio Romera): Der Mensch in Flammen. Wandmalerei in Mexiko von den Anfängen bis zur Gegenwart. VEB Verlag der Kunst, Dresden, 1967
- Ferdinand Anton: Kunst der Maya. VEB E. A. Seemann Verlag, Leipzig 1968.
- Wolfgang Hütt: Lea Grundig. VEB Verlag der Kunst, Dresden 1969.
- Weggefährten. 25 Künstler der DDR. VEB Verlag der Kunst, Dresden 1970.
- Wolfgang Hütt: Willi Sitte. VEB Verlag der Kunst, Dresden 1972.
- Berthold Beiler/Heinz Föppel (Hrsg.): Erlebnis, Bild Persönlichkeit. VEB Fotokinoverlag, Leipzig 1973.
- Budissin Bautzen. VEB Domowina Verlag, Bautzen 1973. (mit Sonja Wunderlich)
- Heinz Mode: Fabeltiere und Dämonen. Edition Leipzig, 1973.
- Ferdinand Anton: Die Kunst der Goldländer. VEB E. A. Seemann Verlag, Leipzig 1974.
- Helmut Zeraschi: Der Esel, die Großmutter und andere Musikinstrumente. Illustrationen: Sonja Wunderlich. VEB Deutscher Verlag für Musik, Leipzig 1974.
- VBK-DDR (Hrsg.): Gebrauchsgrafik in der DDR. VEB Verlag der Kunst, Dresden 1975.
- J. Markschiess-van Trix/Bernhard Nowak: Artisten- und Zirkusplakate. Edition Leipzig, 1976. (mit Sonja Wunderlich)
- Walter Böttger: Kultur im alten China. Illustrationen: Sonja Wunderlich. Urania-Verlag Leipzig / Jena / Berlin 1977.
- Fritz Kämpfer: Becher, Humpen und Pokale. Edition Leipzig, 1977.
- Josef Horschik: Steinzeug. VEB Verlag der Kunst, Dresden 1978.
- Alma Reed: José Clemente Orozco. VEB Verlag der Kunst, Dresden 1979.
- Dieter Nadolski/Arkadi Miltschin: Lektorieren und Redigieren von Fachliteratur. VEB Fachbuchverlag, Leipzig 1979.
- Horst Büttner/Günter Meißner: Bürgerhäuser in Europa. Edition Leipzig, 1980.
- Johannes Forner: Die Gewandhauskonzerte zu Leipzig 1781–1981. VEB Deutscher Verlag für Musik, Leipzig 1981.
- Magdalena George: Max Schwimmer. VEB Verlag der Kunst, Dresden 1982.
- Rudolf Weinhold: Ton in vielerlei Gestalt. Edition Leipzig, 1982. (mit Sonja Wunderlich)
- Mexiko. VEB F. A. Brockhaus Verlag, Leipzig 1982. (mit Sonja Wunderlich)
- Lothar Willmann, Werner Rietdor, Horst Baeseler: Überflug. VEB F. A. Brockhaus Verlag, Leipzig 1982. (mit Sonja Wunderlich)
- Georg Brühl: Herwarth Walden und ‚Der Sturm‘. Edition Leipzig, 1983. (mit Sonja Wunderlich)
- Allgemeines Künstler-Lexikon. VEB E. A. Seemann Verlag, Leipzig 1983.
- Dieter Nadolski: Altes Gebrauchszinn. Edition Leipzig, 1983.
- Willi Geismeier: Die Malerei der deutschen Romantiker. VEB Verlag der Kunst, Dresden 1984.
- Max Beckmann: Ebbi. Verlag Philipp Reclam jun. Leipzig / Büchergilde Gutenberg, Frankfurt am Main 1984.
- HAP Grieshaber/Hans Marquardt: Liebe Nani, liebe Ricca … Buchverlag Der Morgen, Berlin 1985.
- Fritz Erpel: Max Beckmann. Leben im Werk. Die Selbstbildnisse. Henschelverlag Kunst und Gesellschaft, Berlin 1985.
- Norbert Hornig: Leipziger Plakatkunst. VEB E. A. Seemann Verlag, Leipzig 1985.
- Dieter Nadolski: Zunftzinn. Edition Leipzig, 1986.
- Lain S. Bangdel: Nepal. Zweitausendfünfhundert Jahre nepalesische Kunst. Illustrationen: Sonja Wunderlich. VEB E. A. Seemann Verlag, Leipzig 1987.
- Heiteres und Bissiges von Marx und Engels. Illustrationen: Egbert Herfurth. Dietz Verlag, Berlin 1987.
- Dietmar Debes (Hrsg.): Zimelien. Bücherschätze der Universitätsbibliothek Leipzig. VEB E. A. Seemann Verlag, Leipzig 1988. (mit Sonja Wunderlich)
- Hans Henning (Hrsg.): Blätter der Erinnerung. Aus Stammbüchern von Frauen des 18. und 19. Jahrhunderts. Verlag für die Frau, Leipzig 1988.
- Heinz Schönemann: Wolfgang Mattheuer. VEB E. A. Seemann Verlag, Leipzig 1988.
- Günter Meißner: Werner Tübke. VEB E. A. Seemann Verlag, Leipzig 1989. (mit Sonja Wunderlich)
- Hellmut Rademacher: Theaterplakate. Edition Leipzig, 1990.
- Georg Brühl: Die Cassirers. Edition Leipzig, 1991. (mit Sonja Wunderlich)
- Sylke Wunderlich: Emailplakate. Edition Leipzig, 1991. (mit Sonja Wunderlich)
- Michael Stuhr: Der Krakauer Marienaltar von Veit Stoss. E. A. Seemann Verlag, Leipzig 1992. (mit Sonja Wunderlich)
- Gärten der Goethezeit. Edition Leipzig, 1993. (mit Sonja Wunderlich)
- Johannes Forner (Hrsg.): Hochschule für Musik und Theater „Felix Mendelssohn Bartholdy“ Leipzig. 150 Jahre Musikhochschule 1843–1993. Verlag Kunst und Touristik Leipzig, 1993.
- Von zart bis extrafett. Typografik von Gert Wunderlich 1957–1998. Gert Wunderlich, Leipzig 1998.
- Egbert Herfurth/Gert Wunderlich: Von Affe bis Zebra. Prestel Verlag, München / London / New York 2001.
- Claus Baumann/Thomas Topfstedt: Kunst im Bau. Sparkasse Leipzig / E. A. Seemann, Leipzig 2003.
- Stiftung Plakat OST (Hrsg.): Graphik-Design-Splitter. Sonja & Gert Wunderlich. Gert Wunderlich, Leipzig 2013.
- Gert und Sylke Wunderlich: Zittauer Fayencen. Historischer Überblick mit zahlreichen Abbildungen aus Museen und Sammlungen. Sammlung Sonja und Gert Wunderlich. Stiftung Plakat OST / Gert Wunderlich, Leipzig 2016.

### Gestaltung bibliophiler Bücher
- Eberhard Haufe (Hrsg.): Wer in Liebesfrüchten wehlet …  Holzstiche: Karl-Georg Hirsch. Gustav Kiepenheuer Verlag, Weimar 1973.
- Friedrich Engels: Der deutsche Bauernkrieg. Holzstiche: Karl-Georg Hirsch.Ministerium für Kultur/HGB Leipzig (Hrsg.) 1974.
- Goethe in Leipzig. Holzstiche: Karl-Georg Hirsch. Insel-Verlag Anton Kippenberg, Leipzig 1982.
- Ernesto Cardenal: Lateinamerikanische Psalmen. Radierungen: Winfried Wolk. Union Verlag, Berlin 1986.
- Matthias Biskupek: Schwarz angesagt und andere bestechende Gefühle. Holzstiche: Karl-Georg Hirsch. Bezirksgruppe Gera der Pirckheimer-Gesellschaft im Kulturbund der DDR in Zusammenarbeit mit dem Institut für Buchgestaltung der HGB Leipzig, 1989.
- Stärker als ein Fels. Texte um Sisyphos. Illustrationen: Hans Fronius, Heidrun Hegewald, Karl-Georg Hirsch, Harald Metzkes, Wolfgang Mattheuer, Baldwin Zettl. Edition Leipzig, 1990.
- Herbert Kästner (Hrsg.): 35 Jahre Bibliophilie in Leipzig. Pirckheimer Gesellschaft, Leipzig 1991.
- Nikolai Gogol: Die Nase. Holzstiche: Karl-Georg Hirsch. Edition Curt Visel, Memmingen 1993.
- Kerstin Hensel: Kahlkuss. Holzstiche: Karl-Georg Hirsch. burgart-presse Jens Henkel, Rudolstadt, 1993.
- Volker Ebersbach: Apokalyptisches Gebet. Leipziger Bibliophilen-Abend, Leipzig 1993.
- Dorothee Sölle/Josef Hegenbarth: Die Arche Noah. Pinselzeichnungen: Josef Hegenbarth. Edition burgart Jens Henkel, Rudolstadt 1994.
- Bella Achmadulina: Das Geräusch des Verlusts. Holzschnitte: Karl-Georg Hirsch. Institut für Buchkunst, Leipzig 1995.
- Antonin Artaud: Van Gogh, der Selbstmörder durch die Gesellschaft. Radierungen: Eckhard Froeschlin. Büchergilde Gutenberg, Frankfurt am Main / Wien 1995.
- Uwe Johnson: Wenn Jerichow zum Westen gekommen wäre. Holzschnitte: Karl-Georg Hirsch. Leipziger Bibliophilen-Abend, Leipzig 1995.
- Matthias Biskupek: Rot angeschwärzt und andere bestechende Gefühle. Holzschnitte: Karl-Georg Hirsch. burgart-presse Jens Henkel, Rudolstadt 1996.
- Annette von Droste-Hülshoff: Die Judenbuche. Holzschnitte: Karl-Georg Hirsch. Edition Curt Visel, Memmingen 1996.
- Peter Gosse: Gerhard Kurt Müller zum 70. Geburtstag. Leipziger Bibliophilen-Abend, 1996. Mappengestaltung.
- Edgar Allan Poe: Drei Erzählungen. Lithografien/Zeichnungen: Jiří Šalamoun. Leipziger Bibliophilen Abend, 1996. 6. „Leipziger Druck“.
- Bertolt Brecht: Flüchtlingsgespräche. Holzschnitte: Hans Ticha. Leipziger Bibliophilen-Abend Leipzig, 1997. 7. „Leipziger Druck“.
- Johannis von Saaz: Der Ackermann und der Tod. Steindrucke: Rolf Münzner. Leipziger Bibliophilen-Abend Leipzig, 2000.
- Vorstand des Leipziger Bibliophilen-Abends (Hrsg.): Hommage à Herbert Kästner. Acrylstich: Egbert Herfurth. Texte: Volker Braun, Elmar Faber, Lothar Lang. Leipzig 2001.
- Herbert Kästner (Hrsg.): Zehn Jahre Leipziger Bibliophilen-Abend. Leipzig 2001.
- Karl-Georg Hirsch: …eigentlich müßte man sich erschießen. Verlag Faber & Faber, Leipzig, 2001.
- Die graphischen Bücher. Erstlingswerke deutscher Autoren des 20. Jahrhunderts. Verlag Faber & Faber, Leipzig 2001–2006. Band 21–30: Anna Seghers: Aufstand der Fischer von St. Barbara. Lithografien: Willi Sitte; August Stramm: Sancta Susanna. Lithografien: Achim Freyer; Wolfgang Borchert: Laterne, Nacht und Sterne. Radierungen: Inge Jastram; Martin Walser: Ein Flugzeug über dem Haus und andere Geschichten. Transparentlithografien: Johannes Vennekamp; Klaus Mann: Anja und Esther. Linolschnitte: Wolfgang Henne; Franz Jung: Das Trottelbuch. Transparentlithografien: Volker Pfüller; Joseph Roth: Hotel Savoy. Holz- und Scherenschnitte: Hartwig Ebersbach; Volker Braun: Provokation für mich. Holzschnitte: Rolf Kuhrt; Erich Mühsam: Billys Erdengang. Holzschnitte: Artur Dieckhoff; Bazon Phönix Phlebas Brock: Kotflügel. Typografiken: Gert Wunderlich; Kurt Tucholsky: Rheinsberg. Ein Bilderbuch für Verliebte. Radierungen und Federzeichnungen: Gudrun Brüne.
- Matthias Biskupek: Goldener Schnitt und andere ästhetische Katastrophen. Holzstiche: Karl-Georg Hirsch. burgart-presse Jens Henkel, Rudolstadt 2002.
- Totentänze. 6 Bände. Texte: Kerstin Hensel, Hubert Schirneck, Peter Gosse, Volker Braun, Kathrin Schmidt, Richard Pietraß. Holzstiche: Karl-Georg Hirsch. Leipziger Bibliophilen-Abend, Leipzig 1998–2002.
- Volker Braun: Der berüchtigte Christian Sporn. Radierungen: Joachim John. Leipziger Bibliophilen-Abend, Leipzig 2004.
- Walter Jens: Ich, ein Jud. Holzstiche: Karl-Georg Hirsch. burgart-presse Jens Henkel, Rudolstadt 2004.
- Bertolt Brecht: Freiheit und Democracy oder der anachronistische Zug. Kupferstiche: Baldwin Zettl. Leipziger Bibliophilen-Abend, Leipzig 2006.
- Je älter der Hirsch, je mehr Zacken. Leipziger Bibliophilen-Abend, Leipzig 2008.
- Hermann Kant: Kennung. Holzstiche: Karl-Georg Hirsch. Leipziger Bibliophilen-Abend, Leipzig 2008.
- Rolf Hochhuth: Warum ein Elser-Denkmal – und wo? Radierung: Rolf Kuhrt. Leipziger Bibliophilen-Abend, Leipzig 2010.
- Petrarca, Shakespeare, Rilke: Sonette. Holzschnitte: Robert Schmiedel. Radierungen: Michael Triegel. Steindrucke: Rolf Münzner. Leipziger Bibliophilen-Abend, Leipzig 2010.
- Herbert Kästner (Hrsg.): Leipziger Bibliophilen-Abend – Das zweite Jahrzehnt. Leipzig 2011.
- Werner Heiduczek: Die traurige Geschichte von Schneewittchen. Zeichnungen: Egbert Herfurth. Verlag Faber & Faber, Leipzig 2011.

### Plakate
- Internationale Buchkunst-Ausstellung Leipzig. 1965.
- Woche des Buches. 1968.
- Lesen, entdecken, erleben. 1969.
- Zehn Jahre Neues Opernhaus Leipzig. 1970.
- 8. Kunstausstellung Bezirk Leipzig. 1972.
- Internationale Buchkunst-Ausstellung Leipzig. 1971.
- Brecht im Plakat. 1978.
- Thomas-Mann-Ehrung der DDR. 1975.
- Tod jedem Faschismus. 1975.
- Ausstellung „Typografie, Schrift, Buch, Plakat. Gert Wunderlich.“ 1976.
- 100 ausgewählte Grafiken. 1977.
- Leipziger Theater: Der Ring des Nibelungen. 1976.
- Ehrung zum 50. Jahrestag der Gründung – Bund proletarisch revolutionärer Schriftsteller Deutschlands. Assoziation revolutionärer bildender Künstler Deutschlands. 1978.
- Theater International Leipzig. 1977/1980.
- Ausstellung „G. W. Buchgestaltung, Typografie, Plakat, Satzschrift.“ 1981.
- hochrüsten = totrüsten. 1983.
- 100 Jahre Deutsches Buch- und Schriftmuseum Leipzig. 1884–1984. 1984.
- Sztuka Książki i grafika. Wrocław 1985.
- Leipziger Theater: Der Aufstieg auf den Fudschijama. 1986.
- „100 beste Plakate des Jahres 1985.“ 1986.
- Heinrich Heine: Das ist des Schönen Los auf Erden …. 1987.
- Ausstellung „Sonja & Gert Wunderlich Plakate.“ 1987.
- Leipziger Buchkunst & Grafik-Design. 1991.
- „Schönste Bücher aus aller Welt.“ 1982/1991.
- Victor Hugo: Die Zukunft gehört dem Buch und nicht der Bombe, dem Frieden und nicht dem Krieg. 1988. (iba 1989)
- 225 Jahre-Jubiläum der Hochschule für Grafik und Buchkunst Leipzig. Malerei, Grafik, Buchgestaltung, Plakat, Fotografie. 1989.
- Grafik-Design. Ausstellung des Fachbereiches Buchkunst/Grafik-Design der HGB in Moskau. 1989.
- Mein Leipzig lob ich mir! 1990. (mit Sonja Wunderlich)
- Vernunft gegen Gewalt. 1992.
- 60. Jahrestag der Bücherverbrennung durch die Nationalsozialisten. 1993.
- Festkonzert. 150 Jahrfeier Hochschule für Musik und Theater „Felix Mendelssohn Bartholdy“ Leipzig. 1993.
- Über das Vergnügen Bücher zu machen. 1995.
- Ex oriente lux. 1995
- quo vadis littera? 1996
- IHM gelingt der Jahrtausendschritt. Bertolt Brecht 1898–1998. 1998. Entwurf.
- Ausstellung „von zart bis extra fett. Typografik von Gert Wunderlich.“ 1998.
- Aggressoren 1939/1999. 1999.
- An alle, an alle, an alle. 2002.
- Jan Tschichold. 100. Geburtstag. 2002
- Karl-Georg Hirsch/Gert Wunderlich. Greifenstein. 2003.
- Competence for peace: ¡UN! Competence for war: ¿USA? 2003
- Ausstellung „Typo-Ego-Ich-AG. Typographik von Gert Wunderlich.“ 2004.
- Hiroshima/Nagasaki. terror. 2005.
- Roter Teppich für Rechtsextreme – Wie lange noch? 2009.
- Auschwitz. 1940–1945 – 2005. Das deutsche Jahrhundertverbrechen. 2005.
- Future. 2007.
- die ausbeutung des menschen durch den menschen höret nimmer auf. 2007/2013.
- nie wieder faschismus. 2006.
- Hemmungsloser Maximalprofit tötet Moral. 2008.
- Irrtum: „Nicht der Mensch ist das Maß aller Dinge…“ sondern das Kapital. 2009.
- Bertolt Brecht: Kinderhymne. 2010.
- Durch Deutschland geht ein tiefer Riss … 2011.
- Fukushima – apocalyptic prelude. 2011.
- Ausstellung „Typographie – ein Spiel?“ 2013/2014
- Stefan Zweig, 1938. Man haßt nicht denselben Landesfeind wie 1914... 2014.
- Heldentod. 2014.
- Terroristen. 2015.
- I.S. Stop forever. 2015/2016.
- Bertolt Brecht: Das große Carthago... 2016.
- nato-aggression? 2016.
- Ogaki Matsuri Festival. Japan. 2016.

## Ausstellungen (unvollständig)

### Personalausstellungen
- 1976: Typografie, Buch, Schrift, Plakat. Deutsche Bücherei, Leipzig.
- 1976: Plakate, Satzschriften, Buchgestaltung Gert Wunderlich. Galerieausstellung, Amsterdam.
- 1978: Sonja + Gert Wunderlich. Buchkunst, Illustration, Typografie, Satzschrift. Kulturzentrum der DDR, Warszawa.
- 1981: Buchgestaltung, Typografie, Plakat, Satzschrift. Georg-Maurer-Bibliothek, Leipzig.
- 1987: Sonja & Gert Wunderlich Plakate. Galerie Ernst Friedel Maischein, Bad Dürkheim.
- 1998: von zart bis extrafett. Galerie der HGB, Leipzig. (Oeuvre-Ausstellung)
- 1999: Ausstellungen in Beijing, Xiamen, Suzhou mit Studienarbeiten der HGB-Fachklasse.
- 2000: Das Schaffen des Buchgestalters Gert Wunderlich. Pirckheimer-Gesellschaft, Magdeburg.
- 2000: Buch- und Schriftgestaltung. Pavillon-Presse, Weimar.
- 2001: Buchhandlung und Papierwerkstatt Liebricht & Kläfker, Bremen-Lesum.
- 2002: Typografie im Schloss. Schloss Delitzsch.
- 2003: Gert Wunderlich. Mit Studienarbeiten der HGB-Fachklasse. Grafik-Design-Schule, Anklam.
- 2003: BuchKunstBuch mit Karl-Georg Hirsch. Galerie G. Sauer-Encke, Greifenstein.
- 2004: Gert Wunderlich Typografik. Brandenburgische Kunstsammlungen, Cottbus. (Œuvre-Ausstellung).
- 2006: Buchstäbliches. Galerie „interim“, Taucha.
- 2006: Schönste Bücher. Haute Couture der Buchgestaltung von Eugen Götz-Gee, Bern und Gert Wunderlich, Leipzig. Musée Gutenberg Fribourg/Schweiz.
- 2013: Typographie – ein Spiel? Gert Wunderlich. Haus des Buches, Leipzig.
- 2014: Typographie – ein Spiel? Gert Wunderlich. Literaturhaus, Magdeburg.

### Ausstellungsbeteiligungen
- 1959/1965/1971/1977/1982/1989: Internationale Buchkunst-Ausstellungen. Leipzig.
- 1962 bis 1988: Fünfte Deutsche Kunstausstellung bis X. Kunstausstellung der DDR. Dresden
- 1965: Typomundus 20/I. Toronto.
- 1966/1968/1970/1972/1976/1978/1980/1984/1986/1988/1990/1996/2000/2002/2004/2014: Biennalen des Plakates.  Warszawa.
- 1966–2006: alle Biennalen der Gebrauchsgrafik. Brno.
- 1966–1989/1991: Die besten Plakate des Jahres. Erfurt/Berlin.
- 1970: Typomundus 20/II. Toronto.
- 1972: Global eye. Tokio.
- 1978/1982/1985/2001/2007/2012/2016: Triennale des politischen Plakates. Mons.
- 1979/1981/1983/1985/1987/1989/1991/1993/2001/2003/2012: Biennalen des Plakates. Lahti.
- 1979/1987/1993/2003/2005/2007/2009/2011: Internationale Geladene Plakatausstellung. Colorado.
- 1985: L‘ image des mots. Paris.
- 1986, 1988 und 1990: Biennale des Plakats, Warschau.
- 1989: Self-Image. Jerusalem.
- 1989/1990: P 40. Plakate aus der DDR. Berlin/Hannover.
- 1991/1993/1995: Premio internationale biennale »Felice Feliciano«. Verona.
- 1992: Vereinigtes Deutschland. Plakatausstellung. Ogaki.
- 1995/1997: Biennale des Plakates. Helsinki.
- 1997: Taipei International Poster Festival.
- 1996/1998/2001/2002/2005/2006/2008/2010/2012/2013/2016 Internationale Geladene Plakatausstellung. Ogaki
- 2001: International Poster Triennal. Hong Kong.
- 2007/2012: überklebt-Plakate aus der DDR. Schwerin/Stiftung Plakat OST, Berlin.
- 2008/2009: Leipzig wirbt. Plakatkunst des XX. Jahrhunderts. Leipzig.
- 2009/2010: Risse in der Zeit. München, Freising, Dresden.
- 2009/2012/2014/2015/2016: plakat-sozial, Leipzig, Dresden.
- 2010: Welt aus Schrift. Staatliche Museen zu Berlin, Kunstbibliothek.
- 2016: Masse und Klasse-Gebrauchsgrafik aus der DDR. Werkbundarchiv-Museum der Dinge, Berlin.

Weitere Ausstellungsbeteiligungen in: Altenburg, Berlin, Braunschweig, Budapest, Camaiore, Chemnitz, Damaskus, Emden, Erfurt, Essen, Frankfurt/Main, Genua, Hannover, Havanna, Heilbronn, Hong Kong, Kiew, Listowel, Mainz, München, Osaka, Osnabrück, Plovdiv, Prag, Seoul, Taipei, Toyama.

## Auszeichnungen
- 1958: 1. Preis im nationalen iba-Plakatwettbewerb
- 1958: 1. Preis im nationalen Wettbewerb um neue Satzschriften
- 1959/1965/1971/1977/1982/1989: Gold-, Silber- und Bronzemedaillen der IBA, Leipzig
- 1971: 1. Preisträger im Satzschriftwettbewerb der RGW-Staaten für den Entwurf der Schrift »Maxima«
- 1976: Kunstpreis der DDR
- 1977: Wilhelm-Bracke-Medaille in Gold
- 1978: Preis des Präsidenten der VIII. Internationalen Biennale der Gebrauchsgrafik Brünn
- 1979: Gutenberg-Preis der Stadt Leipzig
- 1984: Goldmedaille der XI. Biennale für Gebrauchsgrafik in Brno
- 1984: gemeinsam mit Sonja Wunderlich »Goldene Letter« der Ausstellung »Schönste Bücher aus aller Welt«
- 1986: Nationalpreis der DDR (III. Klasse für Kunst und Literatur)
- 1989: gemeinsam mit Sonja Wunderlich Ehrenpreis des Ministers für Kultur der DDR zur IBA
- 1990: Bronzemedaille der XIV. Biennale der Gebrauchsgrafik Brno
- 1994/1998: 2. Preis im Walter-Tiemann-Wettbewerb
- 1998: Walter-Tiemann-OEuvre-Preis für das buch- und schriftkünstlerische Schaffen
- 2004: Preis für das »Beste Design« der XXI. Biennale der Gebrauchsgrafik in Brno
- Seit 1957: über 100 Auszeichnungen für »Schönste Bücher« und »Schönste Buchumschläge«
- Seit 1966: mehr als 30 Auszeichnungen für »Beste Plakate«

## Museen und Sammlungen mit Werken Wunderlichs
- Berlinische Galerie, Berlin.
- Brandenburgisches Landesmuseum für moderne Kunst / Dieselkraftwerk, Cottbus.
- Centre Georges Pompidou, Paris.
- CKS Art Gallery, Taipei.
- Colorado State University, Fort Collins, Colorado.
- Deutsche Nationalbibliothek. Deutsches Buch- und Schriftmuseum, Leipzig.
- Deutsches Historisches Museum, Berlin.
- Deutsches Plakatmuseum im Museum Folkwang, Essen.
- Die Neue Sammlung, Staatliches Museum für angewandte Kunst, München.
- Felice Feliciano, Verona.
- Grassi Museum für Angewandte Kunst, Leipzig.
- Heritage Museum, Hong Kong.
- Klingspor-Museum, Offenbach/Main.
- Kunstmuseum Listowel, Irland.
- Kupferstichkabinett Dresden[10]
- Lahden Art Museum, Finnland.
- Mährische Galerie, Brno.
- Musée des Arts décoratifs, Paris.
- Museum für Gestaltung, Zürich.
- Museum für Kunst und Gewerbe, Hamburg.
- Museum für Moderne Kunst, Toyama.
- Neue Sächsische Galerie, Chemnitz.
- Ogaki Postermuseum.
- Plakatmuseum, Wilanow, Warszawa.
- Stadtgeschichtliches Museum, Leipzig.
- Staatliche Museen zu Berlin, Kunstbibliothek.
- Stiftung Archiv der Akademie der Künste, Berlin.
- Stiftung Plakat OST, Berlin.
- Werkbundarchiv-Museum der Dinge, Berlin.
- The Israel Museum, Jerusalem.
- Universität, Seoul.

## Gert Wunderlich – eigene Texte (Auswahl)
- IBA Leipzig 1977.  Kat. der Sonderausstellung der Buchgestalter und Typografiker. Vorwort. Leipzig, 1977. S. 5f.
- Die Aufgaben der Abteilung Buchgestaltung in der Gegenwart.  In: Hochschule für Grafik und Buchkunst Leipzig. Abteilung Buchgestaltung. Leipzig, 1985. S. 27–31.
- Hochschule für Grafik und Buchkunst Leipzig (DDR).  In: novum gebrauchsgraphik. München, 57. Jg., 1986, Heft 10. S. 44–51.
- Eine Säule der Hochschule: Buchkunst.  In: Leipziger Buchkunst und Grafik-Design. Arbeiten von Lehrern und Studenten des Fachbereiches Buchkunst/Grafik-Design an der HGB Leipzig. Kat. der Ausstellung im Klingspor-Museum. Offenbach/Main, 1991. S. 21f.
- Oldřich Menhart, ein tschechischer Schriftkünstler.  In: Marginalien. Zeitschrift für Buchkunst und Bibliophilie. Hrsg.: Pirckheimer Gesellschaft im Aufbau-Verlag. Berlin/Weimar, 134. Heft, 1994. S. 91–99.
- Gruß an Walter Schiller.  In: Marginalien. Zeitschrift für Buchkunst und Bibliophilie. Hrsg.: Pirckheimer-Gesellschaft im Harrassowitz Verlag. Wiesbaden, 3. Jg. 1995, 139. Heft 3. S. 8–11.
- Horst Schuster – Büchermacher aus Leidenschaft.  In: Horst Schuster. Buch und Akzidenz. Dresden, 2000. S. 10f.
- Von Affe bis Zebra. Das andere Tieralphabet.  Schriftgestaltung/Text, Illustration: Egbert Herfurth. München/London/New York, 2001.
- Über Jiři Šalamoun.  In: ich hab geträumt ich wär ein hund der träumt. Bildgeschichten von Hans Hillman und Jiří Šalamoun. Kat. Staatliche Museen zu Berlin, Kunstbibliothek, 2011. S. 48f.
- Schrift im Plakat.  In: Stiftung Plakat OST (Hrsg.:): Graphik-Design-Splitter. Sonja & Gert Wunderlich. Leipzig, 2013. S. 154/156.
- Zur Entstehung der Schrift.  In: Ebenda. S. I–IV.